# Maksim Nedasekaŭ
Maksim Jur"evič Nedasekaŭ (in bielorusso Максім Юр’евіч Недасекаў?; Vicebsk, 21 gennaio 1998) è un altista bielorusso, medaglia d'argento agli Europei di Berlino 2018 e medaglia d'oro agli Europei indoor di Toruń 2021.

## Biografia
Il 22 luglio 2017 si rende autore di una grande prestazione agli europei under 20 di Grosseto 2017, battagliando sino all'ultimo con l'ucraino Dmytro Nikitin e il britannico Tom Gale per la conquista dell'oro: il bielorusso si laureerà campione con un salto da 2,33 m al terzo tentativo, superando tra l'altro il record dei campionati stabilito da Volodymyr Jaščenko nel lontano 1977. Si tratta del miglior salto mai effettuato da un atleta juniores in 25 anni, sin dal 2,37 di Steve Smith nel 1992.

## Record nazionali
Seniores
- Salto in alto: 2,37 m ( Tokyo, 1º agosto 2021)
- Salto in alto indoor: 2,37 m ( Toruń, 7 marzo 2021)

## Progressione
| Stagione | Misura | Luogo    | Data      | Rank. Mond. |
| -------- | ------ | -------- | --------- | ----------- |
| 2017     | 2,33 m | Grosseto | 22-7-2017 |             |
| 2016     | 2,20 m | Brėst    | 20-6-2016 |             |
| 2015     | 2,10 m | Minsk    | 12-6-2013 |             |

## Palmarès
| Anno | Manifestazione  | Sede       | Evento        | Risultato | Prestazione | Note                                                  |
| ---- | --------------- | ---------- | ------------- | --------- | ----------- | ----------------------------------------------------- |
| 2016 | Mondiali U20    | Bydgoszcz  | Salto in alto | 8º        | 2,18 m      |                                                       |
| 2017 | Europei U20     | Grosseto   | Salto in alto | Oro       | 2,33 m      | Record dei campionati · Miglior prestazione personale |
| 2018 | Mondiali indoor | Birmingham | Salto in alto | 6º        | 2,20 m      |                                                       |
| 2018 | Europei         | Berlino    | Salto in alto | Argento   | 2,33 m      | Miglior prestazione personale                         |
| 2019 | Europei indoor  | Glasgow    | Salto in alto | 14º (q)   | 2,21 m      |                                                       |
| 2019 | Europei U23     | Gävle      | Salto in alto | Oro       | 2,29 m      |                                                       |
| 2019 | Mondiali        | Doha       | Salto in alto | 4º        | 2,33 m      | Miglior prestazione personale                         |
| 2021 | Europei indoor  | Toruń      | Salto in alto | Oro       | 2,37 m      | Miglior prestazione mondiale stagionale               |
| 2021 | Giochi olimpici | Tokyo      | Salto in alto | Bronzo    | 2,37 m      | Record nazionale                                      |

## Altre competizioni internazionali
2018
- Bronzo in Coppa continentale ( Ostrava), salto in alto - 2,27 m